# JoeyStarr
JoeyStarr, pseudonimo di Didier Morville (Saint-Denis, 26 ottobre 1976), è un rapper e attore francese.
Ha costituito assieme a Kool Shen il gruppo hip hop francese Suprême NTM, attivo dal 1989 al 2011, per poi intraprendere una carriera da solista.

## Discografia

### Album in studio da solista
- 2006 – Gare au jaguarr
- 2011 – Egomaniac
- 2015 – Caribbean Dandee

### Con Suprême NTM
- 1991 – Authentik
- 1993 – 1993... J'appuie sur la gâchette
- 1995 – Paris sous les bombes
- 1998 – Suprême NTM

### Colonne sonore
- 2001 – Yamakasi - I nuovi samurai

## Filmografia parziale

### Cinema
- La Tour Montparnasse infernale, regia di Charles Nemes (2000)
- RRRrrrr!!!, regia di Alain Chabat (2004)
- Le Bal des actrices, regia di Maïwenn (2009)
- L'immortale (L'Immortel), regia di Richard Berry (2010)
- Polisse, regia di Maïwenn (2011)
- Notte bianca (Nuit blanche), regia di Frédéric Jardin (2011)
- L'amore dura tre anni (L'amour dure trois ans), regia di Frédéric Beigbeder (2012)
- Dream Team (Les Seigneurs), regia di Olivier Dahan (2012)
- Alibi.com, regia di Philippe Lacheau (2017)
- Ibiza, regia di Arnaud Lemort (2019)

### Televisione
- Chiami il mio agente! (Dix pour cent) – serie TV, episodi 1x05-3x06 (2015-2018)
- La favorita del re (Diane de Poitiers), regia di Josée Dayan – miniserie TV (2022)

## Doppiatori italiani
- Roberto Draghetti in L'immortale, L'amore dura tre anni
- Roberto Gammino in Dream Team
- Alessandro Messina in Alibi.com
- Dario Oppido in La favorita del re

## Riconoscimenti
- Premio César
  - 2010 – Candidatura al miglior attore non protagonista per Le Bal des actrices
  - 2012 – Candidatura al miglior attore non protagonista per Polisse
- Premio Lumière
  - 2012 – Candidatura al miglior attore per Polisse
- Premio Patrick Dewaere 2012